# Eikthyrnir
Eikthyrnir ist ein Hirsch der nordischen Mythologie. Er steht auf dem Dach Walhalls und nagt an den Zweigen des Baumes Lärad. In der Lieder- wie der Prosa-Edda heißt es: „Von seinem Horngeweih tropft es nach Hvergelmir. Davon stammen alle Ströme.“
Lärad gilt als Synonym für den Weltenbaum Yggdrasil. Hvergelmir ist der Brunnen des Urwerdens, die Schöpfungsquelle. Nach der Prosa-Edda-Textvariante T steht der Hirsch nicht auf dem Dach, sondern in Walhall. Das tropfende Geweih deutet Rudolf Simek als Anklang an andere mythische Urwesen wie der Ziege Heidrun oder der Urkuh Audumla.
Der Name Eikthyrnir, altnordisch Eikþyrnir, setzt sich zusammen aus altnordisch eik ‚Eiche, (großer) Baum‘ und einem zweiten Bestandteil, der meist im Zusammenhang mit altnordisch þorn ‚Dorn‘ gesehen wird. Gedeutet wird der Name als ‚Eichdorn‘, ‚eichendornig‘, ‚Eichdornbusch‘ oder ‚der mit eichenartigem Geweih‘.